# Hans Bobek
Hans Bobek (* 17. Mai 1903 in Klagenfurt am Wörthersee; † 15. Februar 1990 in Wien) war ein österreichischer Geograph.

## Leben und Wirken
Nach seinem Studium der Geographie und der Promotion an der Universität Innsbruck bei Johann Sölch, einem frühen Schüler Albrecht Pencks, war Bobek unter anderem Professor an den geographischen Instituten der Universität Freiburg und bis zu seiner Emeritierung an der Universität Wien. Er prägte maßgeblich die Sozialgeographie im deutschsprachigen Raum – welche eine große inhaltliche Nähe zur Kulturgeographie (cultural geography) angloamerikanischer Prägung hatte – und erlangte durch seine Arbeiten zur islamischen Welt internationale Anerkennung. In der Zeit des Zweiten Weltkriegs war er in der militärgeographischen Abteilung des Oberkommandos des Heeres tätig.
Er entwickelte eine hierarchisch angeordnete Darstellung von Grundtypen geographisch relevanter Gesellschaften (Kulturstufentheorie). Die Grundtypen reichen von Siedlungen als soziale Einheiten über Staaten bis hin zu Kulturreichen. Bobek verknüpfte soziale und wirtschaftliche Aspekte mit der Analyse von Siedlungsstrukturen.
Hans Bobek war Ehrenpräsident der Österreichischen Geographischen Gesellschaft. In Würdigung seiner Verdienste vergibt die Gesellschaft seit 1991 jährlich den Hans-Bobek-Preis für herausragende Dissertations- oder Habilitationsschriften. Zudem war Bobek Mitglied der Österreichischen sowie der Bayerischen Akademie der Wissenschaften. 1978 verlieh die Ruhr-Universität Bochum ihm die Ehrendoktorwürde. 1981 erhielt er die Busk Medal der Royal Geographical Society.
Bobek war Anhänger der NS-affinen Theorien des Hugo Hassinger, über den er mehrere lobende Biographien in Standardwerken des Faches schrieb. Bobek war Mitarbeiter am Arbeitswissenschaftlichen Institut (AWI) der DAF als sog. „Fachberater“ für Sozialgeographie.
1991 wurde durch seine Witwe mit dem Hans-Bobek-Preis ein Förderpreis in der Österreichischen Geographischen Gesellschaft gestiftet.

## Familie
Am 27. Juli 1929 heiratete er die Englischlehrerin Helene geborene Procopovici (1903–1976), welche er aus dem Studium kannte und welche später während seiner Zeit in Berlin im Auswärtigen Amt tätig war. Dort wurde sie von April 1941 bis Februar 1942 als sogenannte Wissenschaftliche Hilfsarbeiterin eingestellt, galt in ihrer Tätigkeit als höherer Dienst, erhielt aber einen meist befristeten Dienstvertrag. Aus der Ehe ging der Sohn Hans Peter (* 1931) hervor. 1978 heiratete Bobek in zweiter Ehe Maria Fesl, mit welcher er Forschungsarbeiten durchgeführt und Veröffentlichungen getätigt hatte.

## Publikationen
Monographien (Auswahl):
- Die zentralen Orte Österreichs 1973. Komm. für Raumforschung d. Österr. Akad. d. Wiss., Wien 1975.
- mit Elisabeth Lichtenberger: Wien. Bauliche Gestalt und Entwicklung. 1966, 2. Auflage 1978.
- Iran: Probleme eines unterentwickelten Landes alter Kultur. Diesterweg, Frankfurt am Main / Berlin / Bonn 1967.
- Atlas der Republik Österreich. (hg. vom Institut für Stadt- und Regionalforschung der Österreichischen Akademie der Wissenschaften unter der wiss. Gesamtleitung von Hans Bobek, Teillieferungen 1951–1979/80) Wien.
- Soziale Raumbildungen am Beispiel des Vorderen Orients. Verlag d. Amtes f. Landeskunde, Landshut 1950.
- mit Maria Fesl: Das System der zentralen Orte Österreichs: eine empirische Untersuchung. Böhlau, 1978.

Aufsätze (Auswahl):
- Hans Bobek: Stellung und Bedeutung der Sozialgeographie. In: Erdkunde. Heft 2, Bonn 1948, S. 118–125.